# Pășunea Mare, Satu Mare
Pășunea Mare este un sat în comuna Călinești-Oaș din județul Satu Mare, Transilvania, România.
 Acest articol despre o localitate din județul Satu Mare este deocamdată un ciot. Puteți ajuta Wikipedia prin completarea lui.